# 非洲靈貓
非洲靈貓（学名：Civettictis civetta）是非洲熱帶的麝貓。牠們不像其他靈貓科般像貓，反而像短小的狗。牠們的毛粗糙，有黑點及白間，面部呈白色，眼睛有黑斑及淡色的吻。牠們的肛腺，可以分泌靈貓酮來劃定地盤，也可以用來製作香水。
非洲靈貓分佈在撒哈拉以南非洲及博茨瓦納、納米比亞及南非的大部份地區。牠們棲息在森林，包括密茂的雨林或半林地。雖然牠們經常墮切捕捉胡狼的陷阱或死於交通意外，但牠們並非近危。
非洲靈貓是雜食性的，會吃細小的脊椎動物、無脊椎動物、蛋、腐屍及植物。牠們可以吃有毒的無脊椎動物（如馬陸）及蛇，與及可以處理較大的獵物，如獴及野兔。牠們多數獨自覓食。